# Burckella macropoda
Burckella macropoda är en tvåhjärtbladig växtart som först beskrevs av Kurt Krause, och fick sitt nu gällande namn av Herman Johannes Lam. Burckella macropoda ingår i släktet Burckella och familjen Sapotaceae.
Artens utbredningsområde är Papua Nya Guinea. Inga underarter finns listade i Catalogue of Life.